# Танташ
«Тантӑш» (чув. Тантӑш, «Ровесник») — еженедельная детско-юношеская газета на чувашском и русском языках.
Выходит раз в неделю объёмом 12 листов формата А3. Тираж 3832 экз.

## История
Первый номер газеты вышел 12 января 1931 года под названием «Пионер сасси» (Клич пионера).

## Награды
«Тантӑш» победитель и лауреат многих республиканских и всероссийских конкурсов.
- Премия Комсомола Чувашии имени М. Сеспеля

## Редакция
- Главный редактор Владислав Дмитриевич Николаев

## Внештатные сотрудники
Газета «Тантӑш» — это школа журналистского мастерства, через которую проходят юнкоры, студенты факультета журналистики ЧГУ им. И. Н. Ульянова. У редакции есть традиция ежегодно определять лучших юных корреспондентов, которых награждают путёвками в лагерь «Орлёнок».

## Регионы распространения
Газета включена в каталог российской прессы «Почта России» и распространяется не только в районах и городах Чувашии, но и на территории России в местах компактного проживания чувашей:
- Республика Башкортостан;
- Республика Татарстан;
- Ульяновская область;
- Самарская область;
- Саратовская область;
- Оренбургская область;
- Тюменская область;
- Московская область.

## Финансирование
Финансирование издания осуществляется путём продажи газеты через подписку. В Чувашской Республике подписка осуществляется во всех киосках ОАО «Чувашпечать» и в отделениях почтовой связи УФПС ЧР — филиала «Почта России». Индекс издания для проживающих в Чувашии — 54802. Газета включена в каталог российской прессы «Почта России», издаваемый ООО «Межрегиональное агентство подписки» и распространяются по всей России. Индекс издания для подписчиков, проживающих за пределами Чувашии — 11466.
На страницах газеты можно размещать рекламу

## Тематика
Аудитория газеты — детско-юношеская. Поэтому газетные материалы обладают определённой направленностью. Учитываются черты, свойственные аудитории. Основные функции газеты — информация, образование и воспитание — находят своё отражение в конкретных жанровых формах.
На страницах газеты среди читателей ежегодно проводятся различные конкурсы и викторины.

### Рубрики
- Шкул пурнӑҫӗ (рус. Школьная жизнь);
- Президент стипендиачӗсем (рус. Президентские стипендиаты);
- Редакцие хыпарлаҫҫӗ — «Ҫыру ҫыртӑм васкаса, „Тантӑш“ сана юратса» (рус. Письма читателей);
- Пирӗн пултарулӑх (рус. Наше творчество);
- Айпипи тухтӑр канашӗсем (рус. Советы доктора Айболита);
- Ҫунатлӑ ҫамрӑклӑх (рус. Крылатая юность);
- Паллашу кӗтесӗ (рус. Знакомства);
- Хаваслӑ самант (рус. Радостное мгновение);
- Ӑшӑ саламсем (рус. Поздравления);
- Спорт (рус. Спорт);
- Юрӑ-кӗвӗ тӗнчи (рус. Мир музыки и песен);
- Ыйту-хурав (рус. Вопросы-ответы);
- Чӑваш ҫыравҫисен чи ӑнӑҫлӑ хайлавӗсем — сире валли (рус. Лучшие произведения чувашских писателей — для вас).